# Stevan Crnobrnja
Stevan Crnobrnja (21 de febrero de 1984) es un deportista bosnio que compite en voleibol adaptado. Ganó dos medallas en los Juegos Paralímpicos de Verano, bronce en Tokio 2020 y plata en París 2024.

## Palmarés internacional
| Juegos Paralímpicos | Juegos Paralímpicos | Juegos Paralímpicos | Juegos Paralímpicos      |
| Año                 | Lugar               | Medalla             | Competición              |
| ------------------- | ------------------- | ------------------- | ------------------------ |
| 2020                | Tokio (Japón)       | Medalla de bronce   | Torneo masculino sentado |
| 2024                | París (Francia)     | Medalla de plata    | Torneo masculino sentado |